# Castabala
Castabala (łac. Diœcesis Castabalensis) – stolica historycznej diecezji w Cesarstwie Rzymskim (prowincja Cylicja), współcześnie w Turcji. Pierwszym wzmiankowanym biskupem tej diecezji był Maris (II w.). Od XIX w. katolickie biskupstwo tytularne.

## Biskupi tytularni
| Lp. | Biskup                          | Od                   | Do               |
| --- | ------------------------------- | -------------------- | ---------------- |
| 1   | John Milner                     | 6 marca 1803         | 19 kwietnia 1826 |
| 2   | John Murdoch                    | 4 czerwca 1833       | 15 grudnia 1865  |
| 3   | Louis Aloysius Lootens          | 3 marca 1868         | 10 czerwca 1898  |
| 4   | John William Shaw               | 7 lutego 1910        | 11 marca 1911    |
| 5   | Juan José Marcos Zapata         | 30 maja 1913         | 13 maja 1951     |
| 6   | Doroteo Fernández y Fernández   | 6 marca 1956         | 22 lipca 1971    |
| 7   | Patrick Ebosele Ekpu            | 5 czerwca 1971       | 5 lipca 1973     |
| 8   | Felipe Tejeda García MSpS       | 29 stycznia 2000     | 9 kwietnia 2018  |
| 9   | Valdemir Vicente Andrade Santos | 11 lipca 2018        | 11 lipca 2024    |
| 10  | Fernando Daniel Rodríguez       | 30 października 2024 |                  |